# Puupeskisaari
Puupeskisaari är en ö i Finland.   Den ligger i den ekonomiska regionen  Östra Lapplands ekonomiska region  och landskapet Lappland, i den norra delen av landet, 800 km norr om huvudstaden Helsingfors.